# Chiroderma
Genre
Chiroderma est un genre de chauves-souris.

## Liste des espèces
- Chiroderma doriae Thomas, 1891
- Chiroderma improvisum Baker et Genoways, 1976
- Chiroderma salvini Dobson, 1878
- Chiroderma trinitatum Goodwin, 1958
- Chiroderma villosum Peters, 1860